# 陪尾
陪尾又稱负尾是《禹貢》記載的一座山名。
郦道元《水经注·禹贡山》載﹕“陪尾山在江夏安陆县东北。”意思是說陪尾在今湖北安陆北。张华《博物志》卷一載﹕“八流亦出名山﹕渭出鸟鼠﹐汉出嶓冢﹐洛出熊耳﹐泾出少室﹐汝出燕泉﹐泗出陪尾。”意思是說陪尾在今山东泗水东向。兩者差距頗大。《大清一统志》從《博物志》之說。